# مانفرد ج. اشمیت
مانفرد ج. اشمیت (انگلیسی: Manfred G. Schmidt؛ زادهٔ ۲۵ ژوئیهٔ ۱۹۴۸) استاد اهل آلمان و از دانش‌آموختگان دانشگاه توبینگن است. وی استاد علوم سیاسی دانشکده علوم اقتصادی و اجتماعی دانشگاه هایدلبرگ است.

## زندگی
پس از تحصیل علوم سیاسی و مطالعات انگلیسی، مانفرد جی اشمیت دکترای خود را در رشته علوم سیاسی از دانشگاه توبینگن به راهنمایی گرهارد لمبروچ دریافت کرد. وی مدرک دکترا را در سال ۱۹۸۱ از دانشگاه کنستانز دریافت کرد.